# Solana, Cagayan
Solana là một đô thị hạng 1 ở tỉnh Cagayan, Philippines. Theo điều tra dân số năm 2000, đô thị này có dân số 67.512 người trong 12.945 hộ.

## Các khu phố (barangay)
Solana được chia thành 38 khu phố (barangay).
| - Andarayan North - Lannig - Bangag - Bantay - Basi East - Bauan East - Cadaanan - Calamagui - Carilucud - Cattaran - Centro Northeast (Pob.) - Centro Northwest (Pob.) - Centro Southeast (Pob.) | - Centro Southwest (Pob.) - Lanna - Lingu - Maguirig - Nabbotuan - Nangalisan - Natappian West - Natappian East - Padul - Palao - Parug-parug - Pataya - Sampaguita - Maddarulug (Santo Domingo) | - Ubong - Dassun - Furagui - Gadu - Iraga - Andarayan South - Basi West - Bauan West - Calillauan - Gen. Eulogio Balao - Malalam-Malacabibi |